# Gnorimus baborensis
Gnorimus baborensis är en skalbaggsart som beskrevs av Ernest Marie Louis Bedel 1919. Gnorimus baborensis ingår i släktet Gnorimus och familjen Cetoniidae. Inga underarter finns listade i Catalogue of Life.